# Ana Silva (artiste)
Pour les articles homonymes, voir Silva.
Ana Silva est née en 1979 à Calulo en Angola, dans une famille métisse. Artiste plasticienne et poétesse, elle vit et exerce à Lisbonne, au Portugal.
Elle travaille notamment sur la thématique de l'héritage et de la transmission entre les femmes, avec divers matériaux bruts.
Elle a exposé en Angola mais aussi en Europe : à Lisbonne, à Milan, à Madrid, à Apt et à Paris.

## Biographie
Elle grandit dans une ferme où son père cultive le café, à une vingtaine de kilomètres du premier village. En 1999, à 20 ans, elle expose pour la première fois ses céramiques à Luanda, en Angola.
Elle étudie à l'école supérieure Ar.Co - Centro de Arte & Comunicação Visual (pt) de Lisbonne, d'où elle sort diplômée en 2003.
Ana Silva créée de l'art hybride en détournant la fonction de certains objets : des tissus, des chutes de matériaux, des dentelles chinées, des chaussures ramassées dans la rue, etc. Elle utilise également des sacs de fripes, usés par les voyages, et qui ont transporté des vêtements portés par différentes personnes, destinés à être revendu sur les marchés. En réutilisant ces sacs pour créer des œuvres, elle réalise un travail de mémoire, aussi influencé par la guerre civile angolaise, dont elle a été témoin étant enfant.
Elle réalise une série sur la problématique de l'eau, intitulée Agua, où elle pointe l’impact permanent sur le développement des populations.
Elle effectue plusieurs résidences d'artistes : en 2019 à la Fondation Blachère à Apt et en 2021 à la Africana Art Foundation à New York.
Elle expose en France pour la première fois en 2021, au Musée d'Art moderne de Paris et à la Galerie Magnin-A, où elle présente ses œuvres produites à partir de sacs déchirés et effrangés en fibre végétale ou en plastique. Grâce à la broderie qu'elle réalise sur cette matière, elle fait apparaître des scènes de vie angolaise, quotidiennes, ou encore des portraits, le plus souvent avec des femmes. Peu d'hommes sont représentés. Ces œuvres ont aussi une vocation militante : dénoncer la surconsommation dans l'industrie de la mode et certains aspects nuisibles du capitalisme mondial.

## Expositions
Expositions collectives
- Primeira Amostra, Luanda (Angola), Alliance française, 1999
- Inside-Out, Lisbonne (Portugal), Participaçao Feira de Arte Contemporânea, 2004
- Seres Suspensos, Lisbonne (Portugal), Perve Galeria, 2004
- Diaspora, Lisbonne (Portugal), Viana do Castelo, 2006
- Lusofonia, exposition collective d'artistes angolais, Madrid (Espagne), Museum of America, 2006
- Sobre o Papel, Luanda (Angola), Museum of Natural History ; Lisbonne (Portugal), Palacio de Ribamar, 2006
- Lisbonne (Portugal), Intersecçoes Lusofonas, UCLA, 2007
- Os Transparentes, Luanda (Angola), SIEXPO, 2008
- Fragil, Luanda (Angola), ambassade du Portugal, Instituto Camoes, 2014
- Alimentaçao e Cultura, Expo Milan (Italie), Pavillon de l'Angola, 2015
- Conexoes Femininas. Conexoes intimas no espaço privado, Luanda (Angola), Galeria do Banco Economico, 2017
- Eu Em Angola, Luand (Angola), Instituto Camoes, 2017
- Being Her(e): Meditations on African Feminities, !Kauru African Contemporary Art Project, Luand (Angola), Galeria do Banco Economico, 2017
- Figura Humana na Arte em Angola, Luanda (Angola), Galeria do Banco Economico, 2017
- Filam(a)nt, Apt (France), Fondation Blachère, 2019
- The Power of my Hands, Paris (France), Musée d'Art moderne de Paris, 2021

Exposition personnelle
- Instituto Camoes, Luanda (Angola), 2015

Performance
- POP UO, performance et installation, Lisbonne (Portugal), 2010